# Тамілнад
Тамілнад, Таміл-Наду (там. தமிழ் நாடு, англ. Tamil Nadu, дослівно — земля тамілів) — штат на півдні Індії. Столиця і найбільше місто — Ченнаї (колишнє місто Мадрас).

## Географія
Таміл-Наду межує зі штатами Карнатака, Керала і Андхра-Прадеш, а також з союзною територією Пондішері (Путуччеррі). На сході омивається водами Бенгальської затоки. Найважливіша річка — Кавері.

## Історія
За часів британського панування територія штату входила до складу округу Мадрас, який після проголошення незалежності перетворився на однойменний штат Мадрас. У 1953 р. телугумовні північно-східні райони сформували новий штат Андхра-Прадеш, а невелика ділянка на північному заході увійшла до складу штату Майсур (пізніше перейменованого в Карнатаку). У 1956 р. прилеглі до Аравійського моря райони були поділені між Майсуром і знов створеною Кералою, після чого територія штату набула сучасних контурів. У 1968 р. назва була змінена на Таміл-Наду.

## Економіка
Таміл-Наду — другий за промисловою потужністю штат Індії (після Махараштри). Є також найбільш урбанізованим штатом (47 %, оцінка 2005 р.). На відміну від більшості штатів країни, промислове виробництво доволі рівномірно розміщено по території. Таміл-Наду — другий в Індії штат за рівнем розвитку IT-індустрії (після Карнатаки), зокрема, Ченнаї за цим показником поступається лише Бангалору, і саме там знаходиться найбільший в Індії IT-парк.

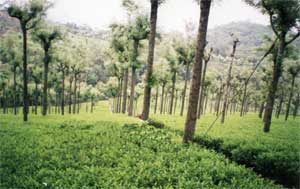
Чайний сад.

Значний розвиток отримала також біотехнологія (особливо в Ченнаї і Мадураї). Розвинені машинобудування, особливо транспортне (40 % індійських автомобілів), чорна металургія (завод в Салемі), енергетика (АЕС в Калпаккаме); значна частина електроенергії постачається в сусідні штати. Важливу роль традиційно грає текстильна (особливо трикотажна) промисловість, найважливішим центром якої є Тірупур (поблизу Коямпуттура).
Значна частина населення (хоча і менша, ніж у середньому по Індії) зайнята в сільському господарстві. По збору рису штат поступається лише Пенджабу, а по виробництву арахісу і цукрової тростини займає перше місце в країні.
Розвинений туризм. Серед основних центрів — Канчіпурам, Махабаліпурам (Мамалапурам), Тіручирапаллі, Каньякумарі і Рамешварам. Пляж Маріна у Ченнаї — другий за протяжністю у світі після пляжу Кокс-Базар в Бангладеш.
Також відомий місцем паломництва - християнським санктуарієм Божої Матері у Вайланканні, на місці об'явлення Діви Марії, до якого у вересні на свято Божої Матері Здоров'я збираються численні паломники, в тому числі і не-християни.

## Визначні пам'ятки

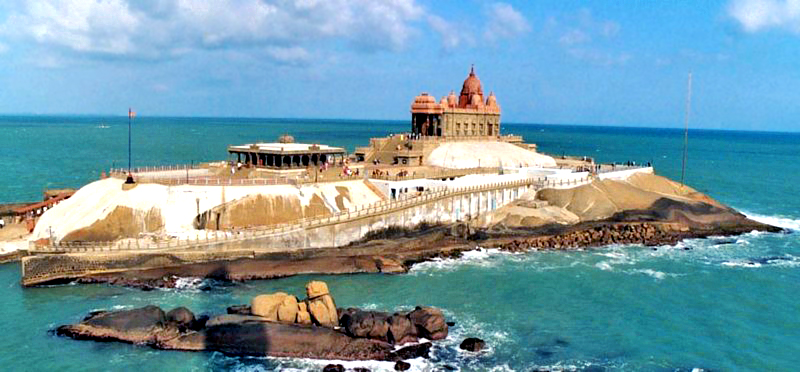
Меморіал Вівекананди.

- Храмове місто Канчіпурам, зване містом тисячі храмів, багато з яких є шедеврами середньовічної індійської архітектури.
- Столиця паллавської держави Махабаліпурам (Мамалапурам), що в наш час[коли?] є містом скульпторів.
- Мадурай — місто одного храму Шрі Менакши Сундарешвар мандіра, присвяченого Богові Шиві і його дружині Парваті.
- Шрірангам — величезний храмовий комплекс, присвячений Богові Вішну, що включає 6 стін з гопурамами (надвратними баштами).
- мис Коморин — південний край Індостану, місце, де зустрічаються Бенгальська затока, Аравійське море і Індійський океан.